# Cherserigone
Cherserigone gracilipes es una especie de araña araneomorfa de la familia Linyphiidae. Es el único miembro del género monotípico Cherserigone.

## Distribución
Es un endemismo de Argelia en Hoggar. 